# طيور الماء
طيور الماء (الاسم العلمي: Aequorlitornithes) هي عبارة عن مجموعة من الطيور المائية التي تم استعادتها في دراسة منهجية جينومية مركزة باستخدام ما يقرب من 200 نوع في عام 2015. تحتوي على الإفجيجيات (الطيور الخوّاضة وطيور الشاطئ) والطيور الرائعة Mirandornithes (طيور النحاميات والغطاسيات) والبلشونيات الشكل (عريضات الزّمكّى وطيور الماء الأساسية).

## التصنيف
وجدت الدراسات السابقة موضع مختلف لهذه الأصنوفة في الشجرة التصنيفية:
|  | الطيور الرائعة (طيور النحاميات والغطاسيات) |
|  |                                            |
|  | الإفجيجيات (الطيور الخوّاضة وطيور الشاطئ)   |
|  |                                            |

|  | عريضات الزّمكّى       |
|  |                     |
|  | طيور الماء الأساسية |
|  |                     |

|  | الطيور الرائعة (طيور النحاميات والغطاسيات) |
|  |                                            |
|  | الإفجيجيات (الطيور الخوّاضة وطيور الشاطئ)   |
|  |                                            |

|  | عريضات الزّمكّى       |
|  |                     |
|  | طيور الماء الأساسية |
|  |                     |